# Пам'ятник Тарасові Шевченку (Миколаїв)
Пам'ятник Тарасу Григоровичу Шевченку в Миколаєві — пам'ятник Тарасові Григоровичу Шевченку, розташований у центрі однойменного скверу в місті Миколаєві на перетині вулиць Адмірала Макарова, Нікольської та Шевченка.

## Історія
Перший пам’ятник Шевченку в Миколаєві було встановлено у 1958 році. Його автором став київський скульптор І. Диба. Скульптура була виготовлена з залізобетону, а постамент — із каменю-вапняку. Через використання недовговічних матеріалів монумент з часом почав руйнуватись і проіснував до початку 1980-х років.
У зв’язку з цим було ухвалено рішення про створення нового, довговічного пам’ятника. Новий монумент виготовлений із бронзи й відкритий 5 жовтня 1985 року після завершення реставраційних і відновлювальних робіт. Автори оновленого пам’ятника: скульпторка Ганна Ковальчук, архітектор В. В. Щедров, художник В. Г. Пахомов. У роботах також брали участь майстри Ю. І. Гайда та В. Т. Бережний.

## Розташування
Пам’ятник розташований у сквері імені Тараса Шевченка, що знаходиться на перетині вулиць Адмірала Макарова, Нікольської та Шевченка, в самому центрі Миколаєва.

## Цікаві факти
Ім’я Тараса Шевченка тісно пов’язане з миколаївським композитором Миколою Аркасом, який у 1891 році створив оперу «Катерина» за однойменною поемою Кобзаря.